# Dir
Pour les articles homonymes, voir dir.
La commande dir permet d'afficher le contenu d'un répertoire sous DOS.

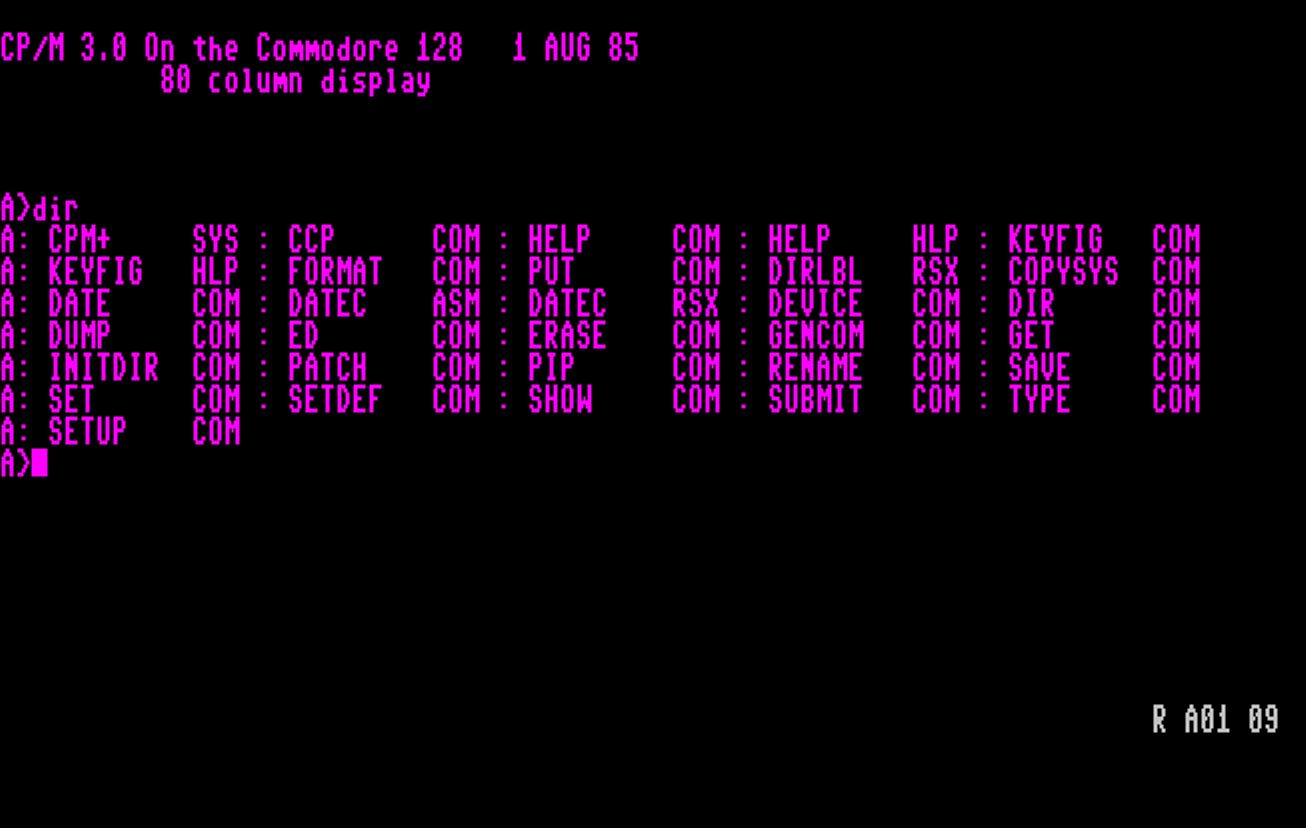
dir

Pour l’interpréteur de commandes PowerShell, l'instruction dir et ls sont des alias de la commandelette Get-ChildItem.
L'équivalent de cette commande sous Linux est ls ou vdir.

## Exemples d'utilisation de dir

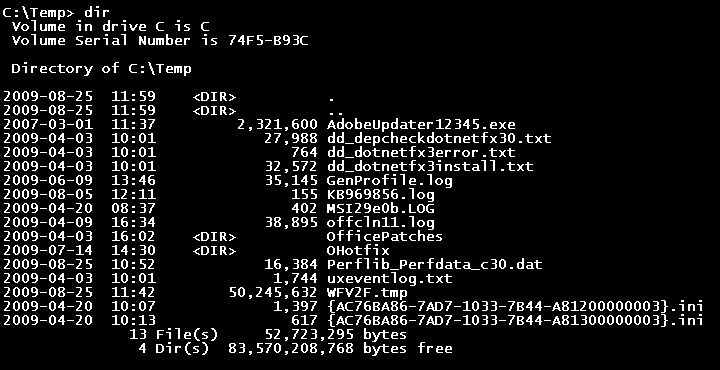
Sortie de la commande "dir" éxécutée sous Microsoft Windows.

dir : affiche le contenu du répertoire courant.
dir c: : affiche le contenu de c:
dir /w : affiche le contenu du répertoire courant sur cinq colonnes.
dir /? : donne l'aide de la commande dir.
dir /s : Affiche les fichiers d'un répertoire et de ses sous-répertoires.
dir /a : Affiche les fichiers d'un répertoire ainsi les fichiers cachés.
dir /B : Afficher et enregistrer les noms (y compris extensions des fichiers) d'un dossier - exemple "dir /B> filelist.txt".

## Aide de la commande dir
```
 Affiche une liste de fichiers et de sous-répertoires dans un répertoire.

 
DIR
 [lecteur:][chemin][nom_de_fichier] [/A[[:]attributs]] [/B] [/C] [/D] [/L]
  [/N] [/O[[:]tri]] [/P] [/Q] [/R] [/S] [/T[[:]heure]] [/W] [/X] [/4]

  [lecteur:][chemin][nom_de_fichier]
        Spécifie le lecteur, le répertoire et/ou fichiers à lister.

  /A    Affiche les fichiers dotés des attributs spécifiés.
  attributs  D  Répertoires                R  Lecture seule
             H  Caché                      A  Archive
             S  Système                    I  Fichiers indexés sans contenu
             L  Points d'analyse           -  Préfixe de négation
  /B    Utilise le format abrégé (noms des fichiers).
  /C    Affiche le séparateur de milliers pour les tailles de fichiers.
        Ceci est la valeur par défaut. Utilisez /-C pour désactiver l'affichage
        du séparateur.
  /D    Sur cinq colonnes avec fichiers triés par colonne.
  /L    Affiche en minuscules.
  /N    Nouveau format longue liste o— les noms de fichiers sont à droite.
  /O    Affiche les fichiers selon un tri spécifié.
  tri   N  Nom (alphabétique)         S  Taille (ordre croissant)
        E  Extension (alphabétique)   D  Date et heure (chronologique)
        G  Répertoires en tête        -  Préfixe en ordre indirect
  /P    Arrêt après l'affichage d'un écran d'informations.
  /Q    Affiche le propriétaire du fichier.
  /R    Affiche les flux de données alternatifs du fichier.
  /S    Affiche les fichiers d'un répertoire et de ses sous-répertoires.
  /T    Contrôle le champ heure affiché ou utilisé dans le tri.
  heure C  Création
        A  Dernier accès
        W  Dernière écriture
  /W    Affichage sur cinq colonnes.
  /X    Affiche les noms courts générés pour les noms de fichier non 8.3 car.
        Ce format est celui de /N avec le nom court inséré avant le nom long.
        S'il n'y a pas de nom court, des espaces seront affichés à la place.
  /4    Affiche l'année sur quatre chiffres.

 Les commutateurs peuvent être pré-configurés dans la [[variable d'environnement]]
 DIRCMD. Pour les ignorer, les préfixer avec un trait d'union. Par exemple /-W.

```